# سر و صدا (ترانه)
«سر و صدا» (انگلیسی: Roar) تک‌آهنگی از اولین آلبوم چندآهنگه گروه پسرانۀ اهل کره جنوبی اس‌اف۹ به نام احساس سوختن است که در ۶ فوریه ۲۰۱۷ همزمان با انتشار آلبوم منتشر شد.